# Skyview

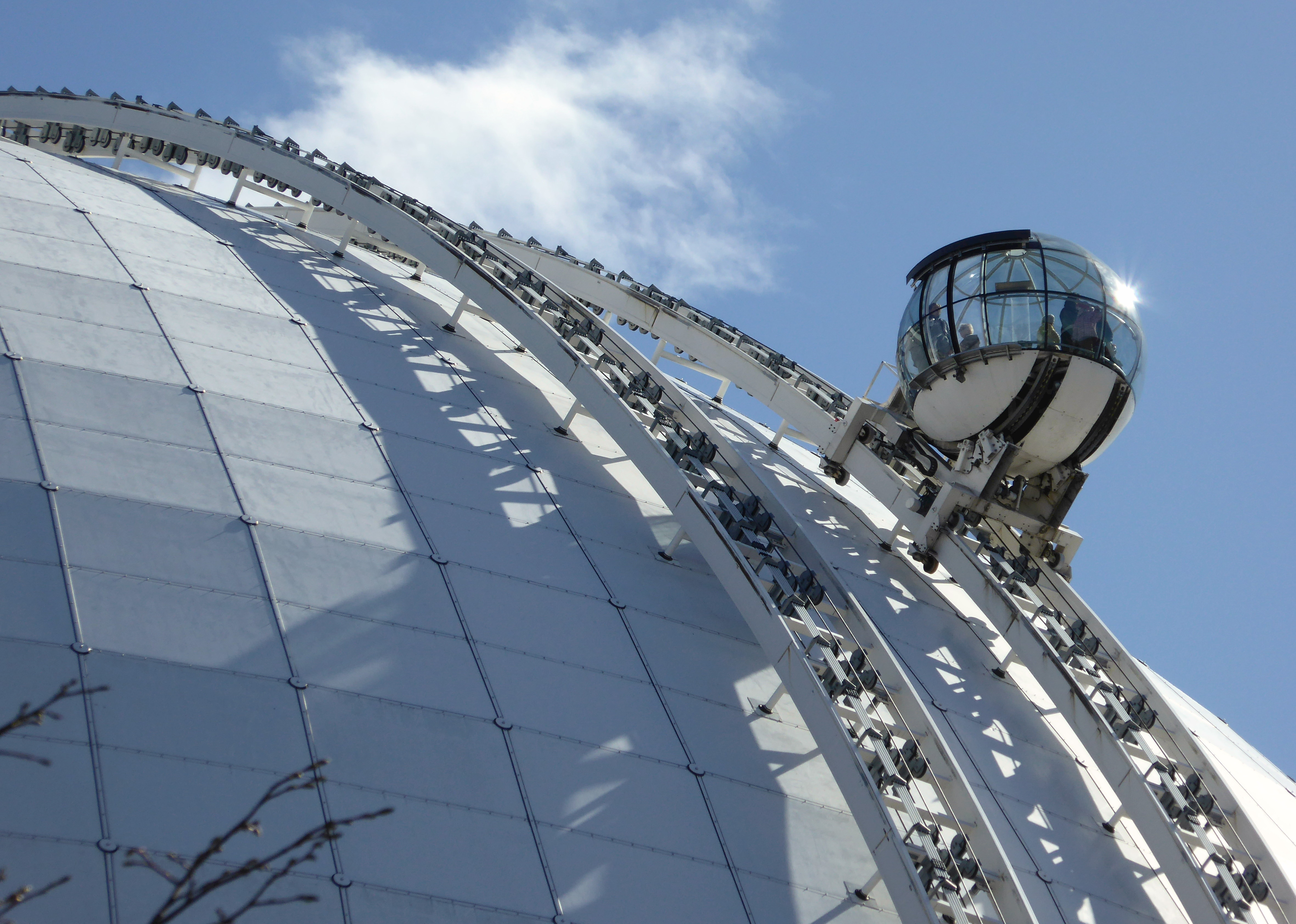
Skyviews gondol på väg upp.

Skyview, i marknadsföringssyfte skrivet SkyView, är en cirka 100 meter lång gondolbana och åkattraktion som löper längs västra utsidan av taket på Avicii Arena i Stockholm.

## Attraktion
Banan består av två helinglasade klotformade kabiner som på varsin bana åker upp till toppen av Avicii Arena. Ingången till anläggningen är från Arenatorget. Uppifrån toppen av Avicii Arena, vid gondolens slut, har man utsikt över bland annat Hammarby sjöstad, Hovet, Tele2 Arena och långt ut över Stockholm vid bra väderförhållanden. Innan man går ombord på Skyview får man ta del av en informationsfilm om bland annat hur Globen och Skyview byggdes.

## Historia
Projektet började år 2004 som en "galen idé" av Stockholm Globe Arenas dåvarande vd Ulf Larsson, för att locka fler besökare till Globen. Madeleine Sjöstedt (FP) från kultur- och idrottsborgarrådet uttalade i ABC i november 2009: "Det kommer att vara en fantastisk utsikt över en av världens vackraste städer, det tycker ju alla som kommer till Stockholm [...] Och nu kan vi erbjuda alla att verkligen få se hur fint det är, så jag har enorma förväntningar".
Hösten 2007 meddelades bygglov för banan och efter omfattande förstärkningsarbeten av Globens takkonstruktion, med cirka 42 ton stål, inleddes monteringen av ytterligare 70 ton räls på arenans utsida i november 2009. För montaget svarade företaget Liftbyggarna från Östersund, som med hjälp av bland annat bergsklättrare utförde såväl invändiga som utvändiga arbeten, även de runda gondolerna kommer från företaget i Östersund.  
Den 5 februari 2010 avslutades montaget och byggarbetet med gondolbanan. Varje kabin har en diameter av cirka 4,5 meter, kan ta upp till 16 personer per resa och väger med maxlast cirka 7 ton. En nivåreglering ser till att gondolen alltid hålls i våg. Färden går upp till Globens topp – 130 meter över havet. En resa tur och retur tar cirka 20 minuter. Enligt Harry Sjöström, vd för Liftbyggarna, finns det ingen liknande anläggning någonstans i hela världen.[källa behövs] För gestaltningen av Skyview svarade Berg Arkitektkontor, som även ritade själva Globen i mitten på 1980-talet. Kostnaden för projektet landade på cirka 30 miljoner kronor.

## Gondolstopp
Den 12 juni 2010 fastnade en av Skyviews gondoler på 45 meters höjd under nerfärden. De 15 personer som fanns i kabinen fick vänta uppemot två timmar innan de kunde evakueras av Stockholms brandförsvar. Eftersom ingen räddningsstege når upp till 45 meters höjd hämtades personerna via en ramp över till den fungerande gondolen som hade körts upp till jämnhöjd med den fastnade gondolen. Orsaken till stoppet var ett elektriskt fel.
Den 13 mars 2011 vid lunchtid fastnade en av de båda gondolerna igen, den gången på 30 meters höjd. Ombord fanns fem personer som kunde hämtas av räddningstjänsten via en för ändamålet specialtillverkad ramp över till den andra gondolen.
Den 23 februari 2014 vid lunchtid fastnade återigen en av gondolerna.

## Bilder

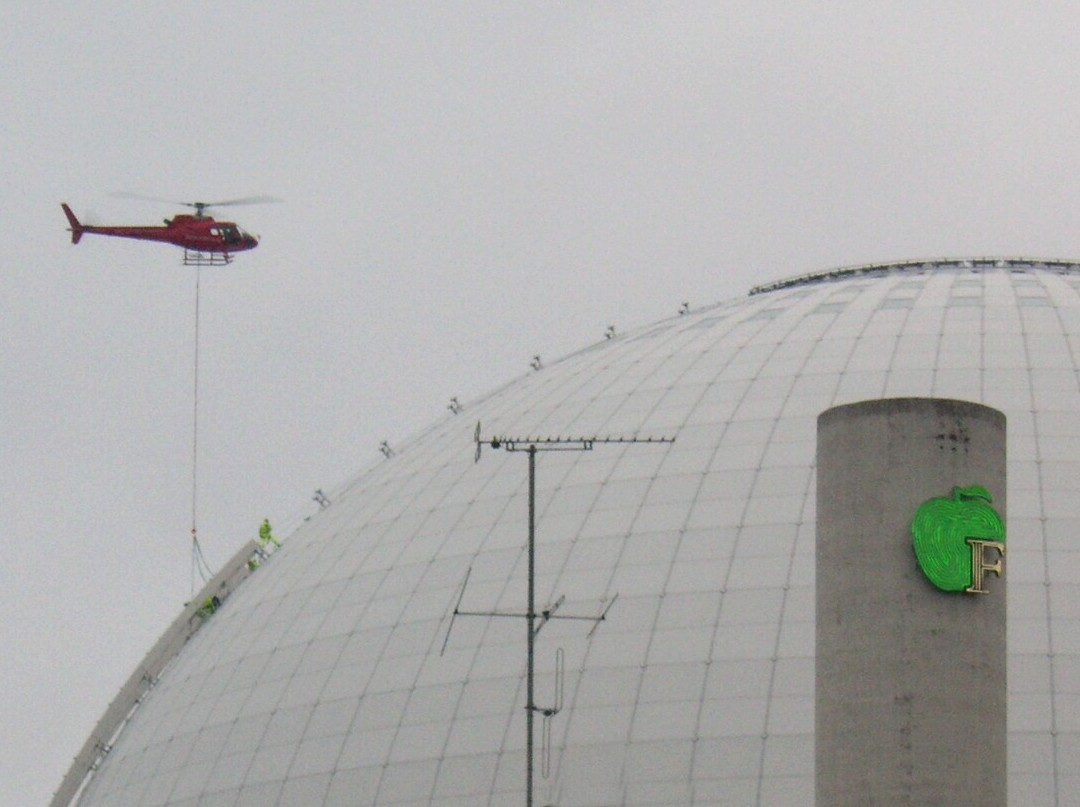
Helikopter i arbete med att frakta upp delar av gondolbanan.
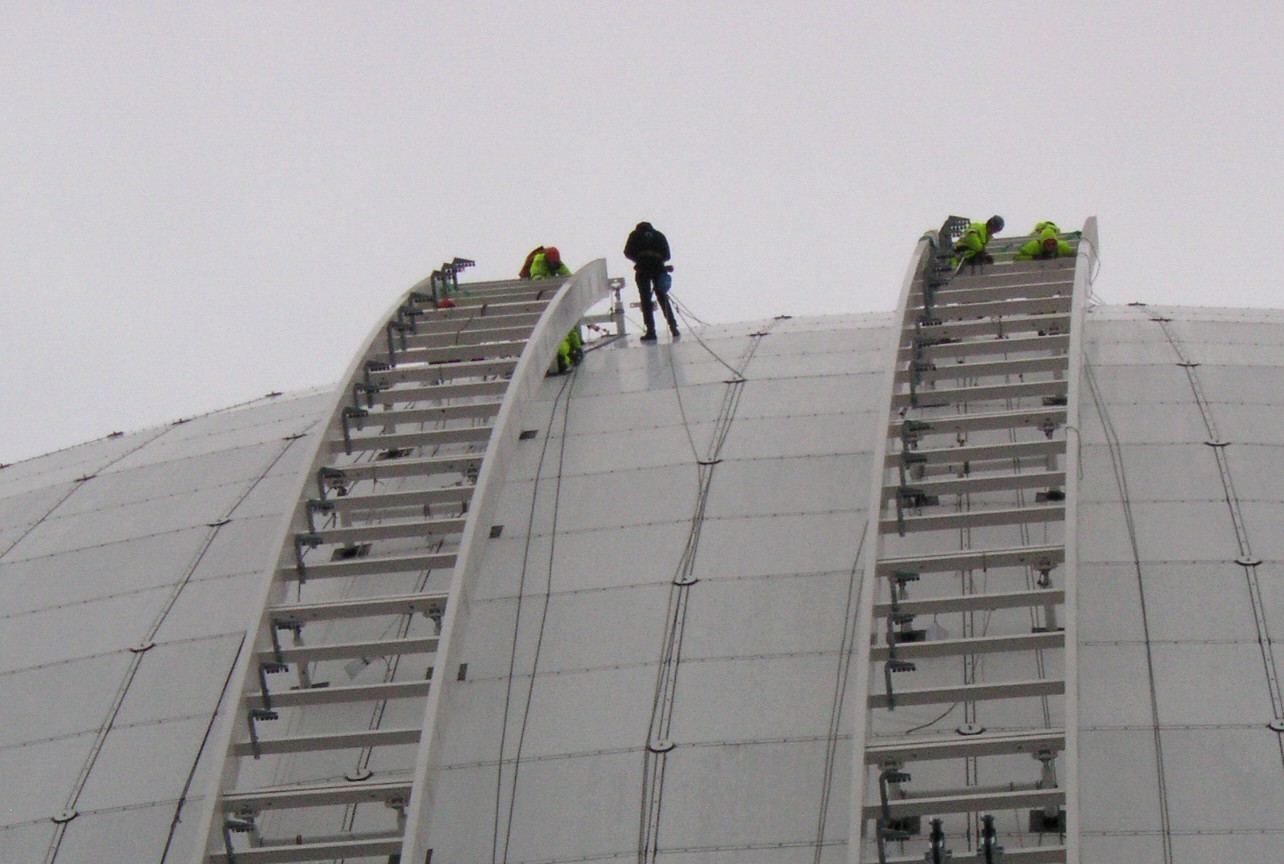
Bergsklättrare arbetar med att montera gondolbanan.
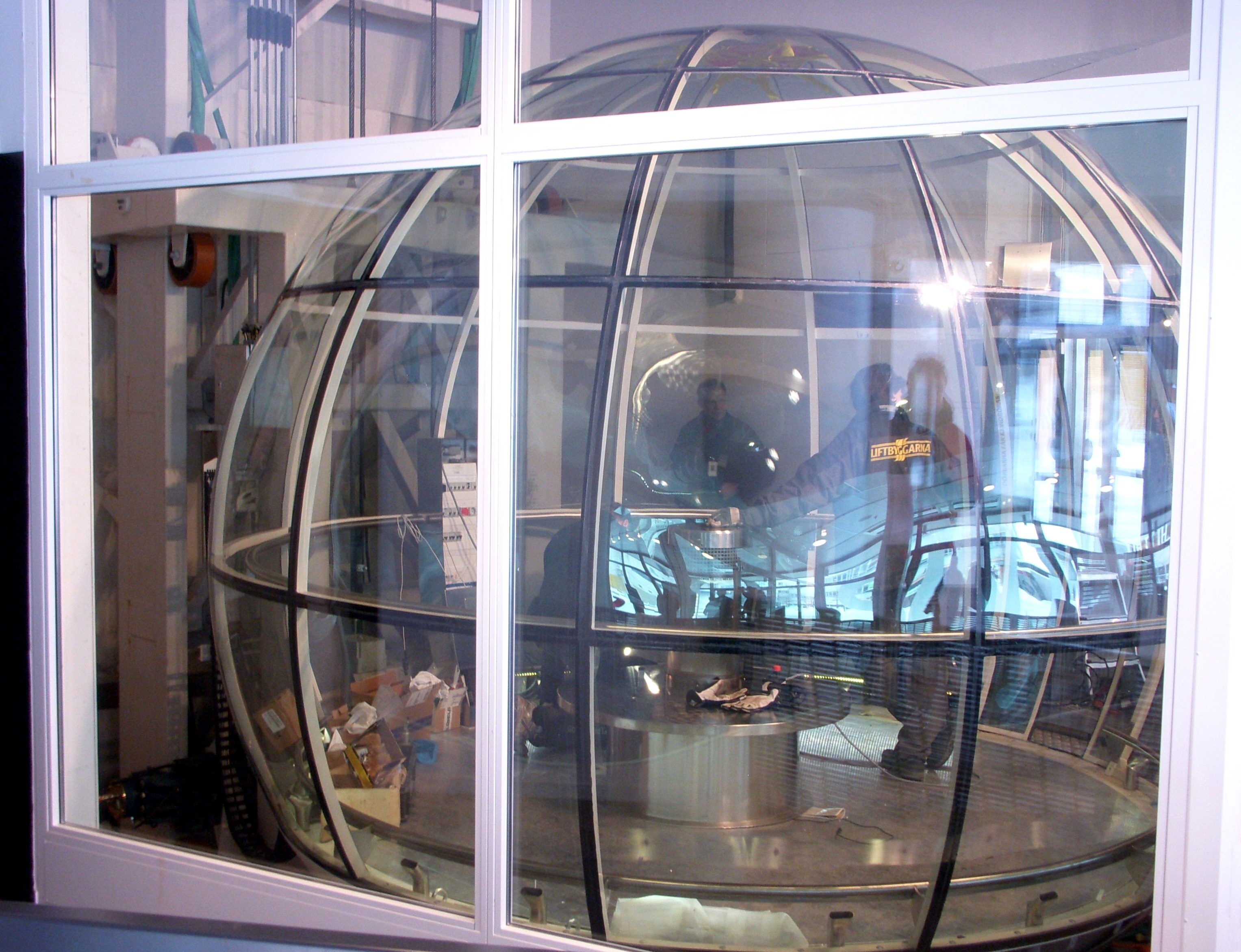
En av glasgondolerna vid slutbesiktningen.
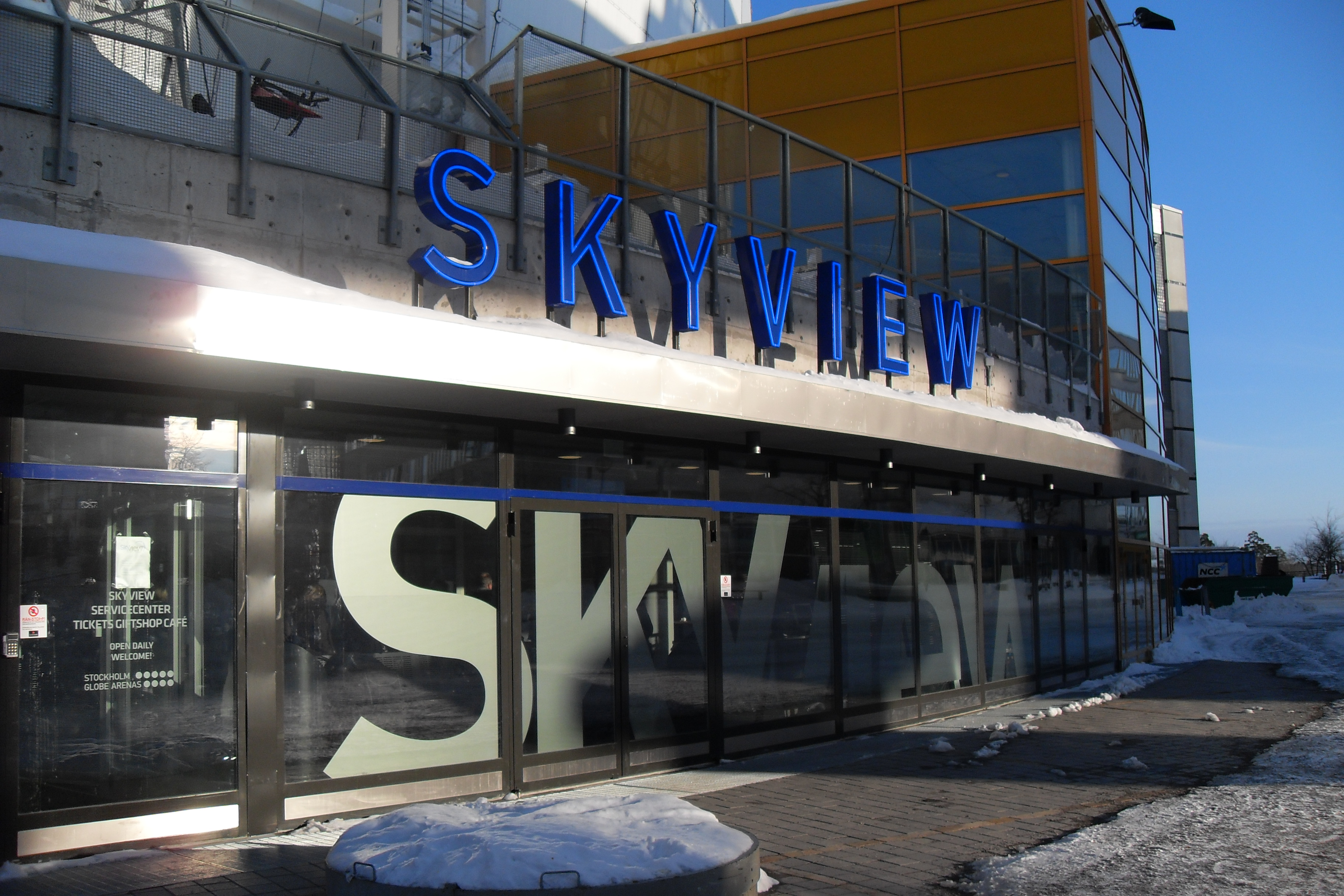
Huvudentrén till Skyview.
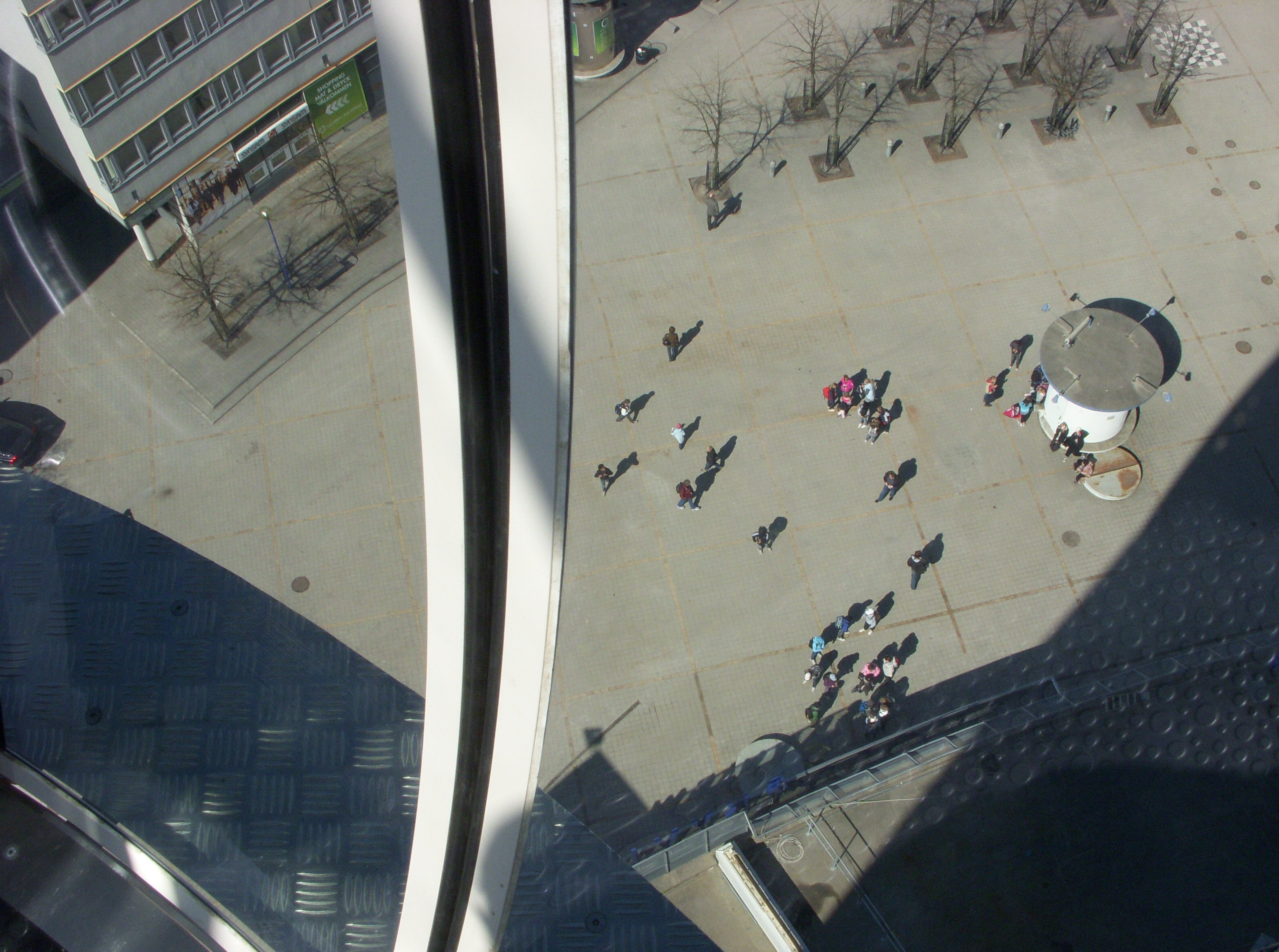
Vy från gondolen rakt ner.
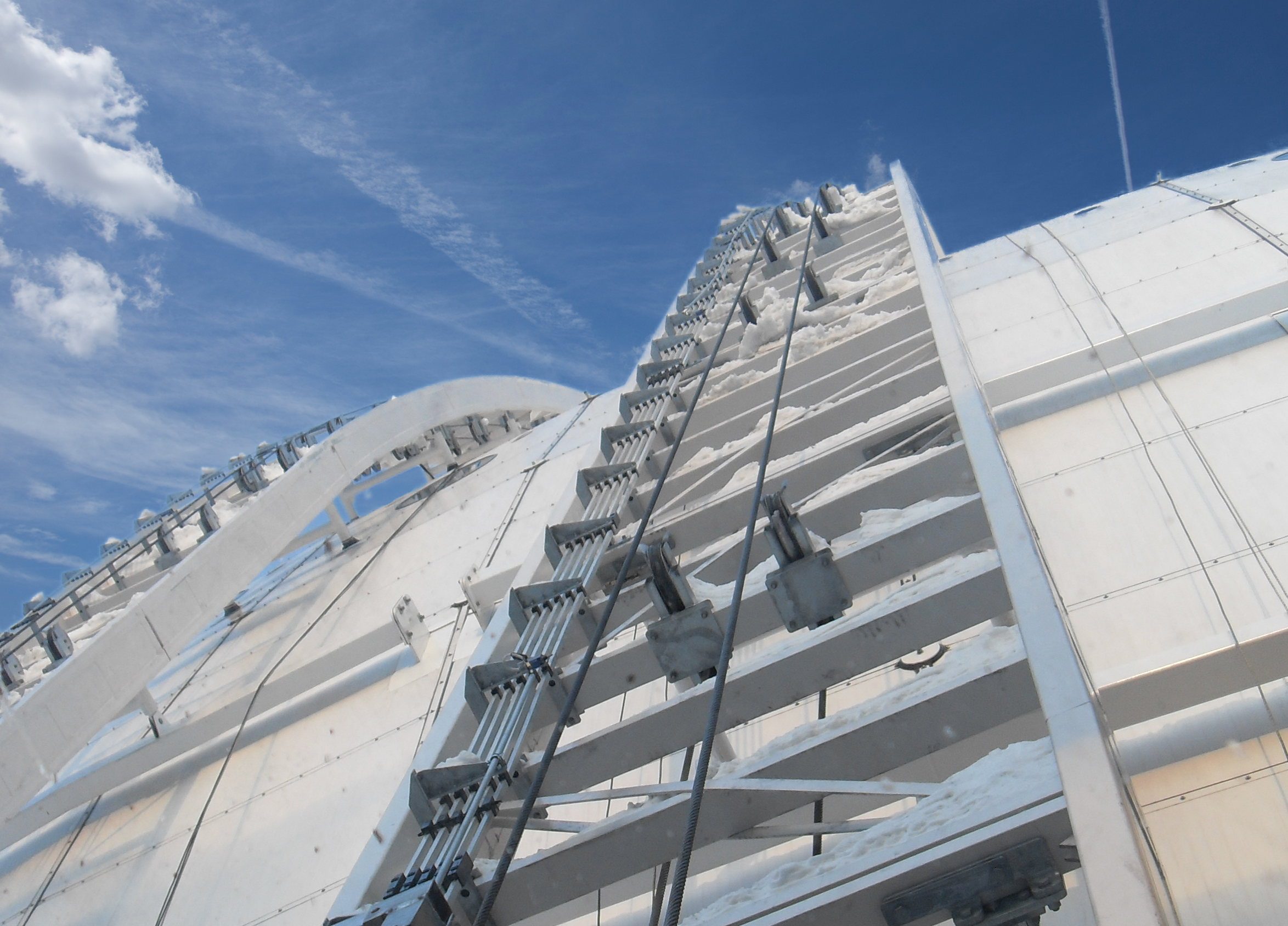
Vy från gondolen rakt upp.
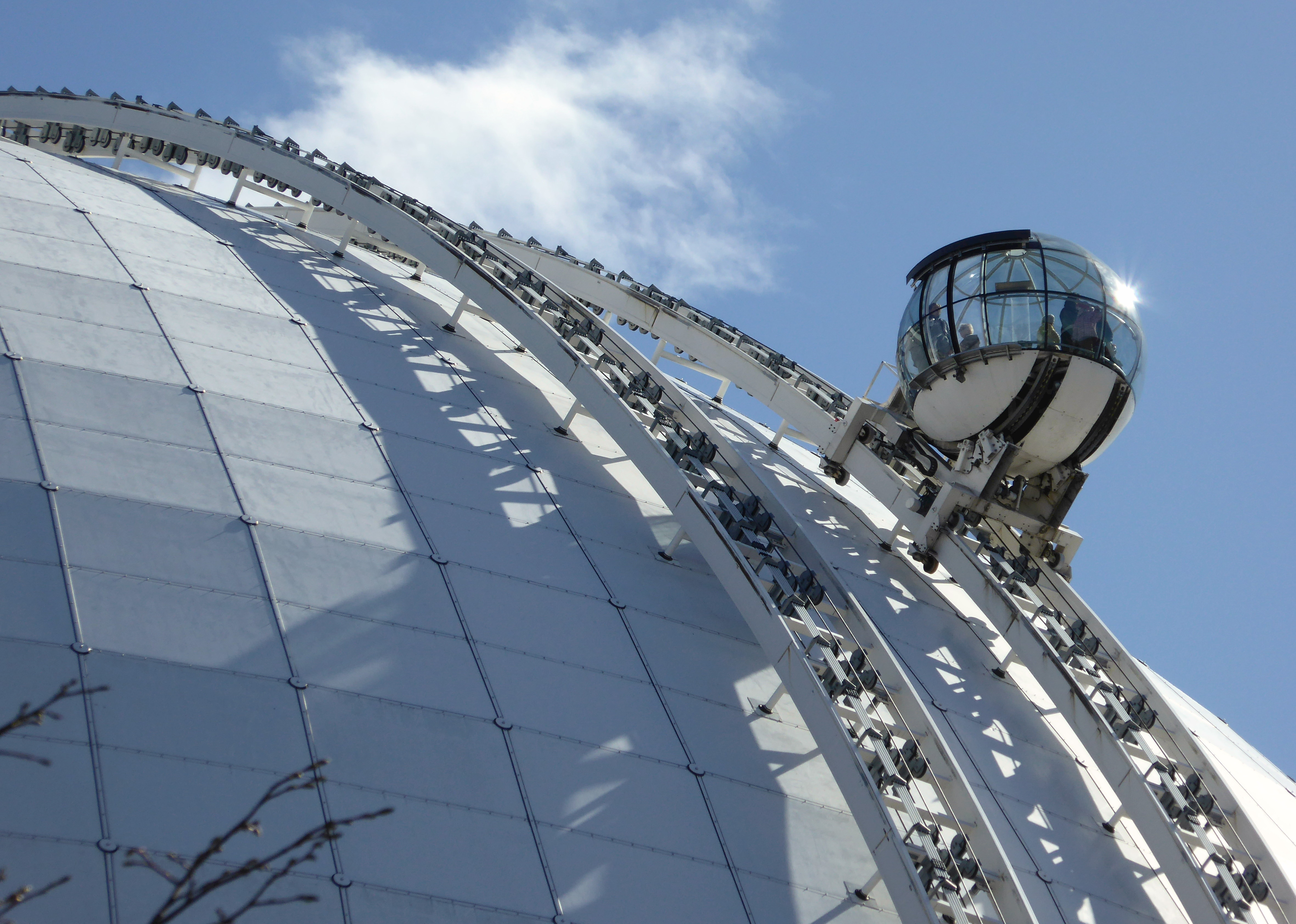
Gondolbanan i drift.
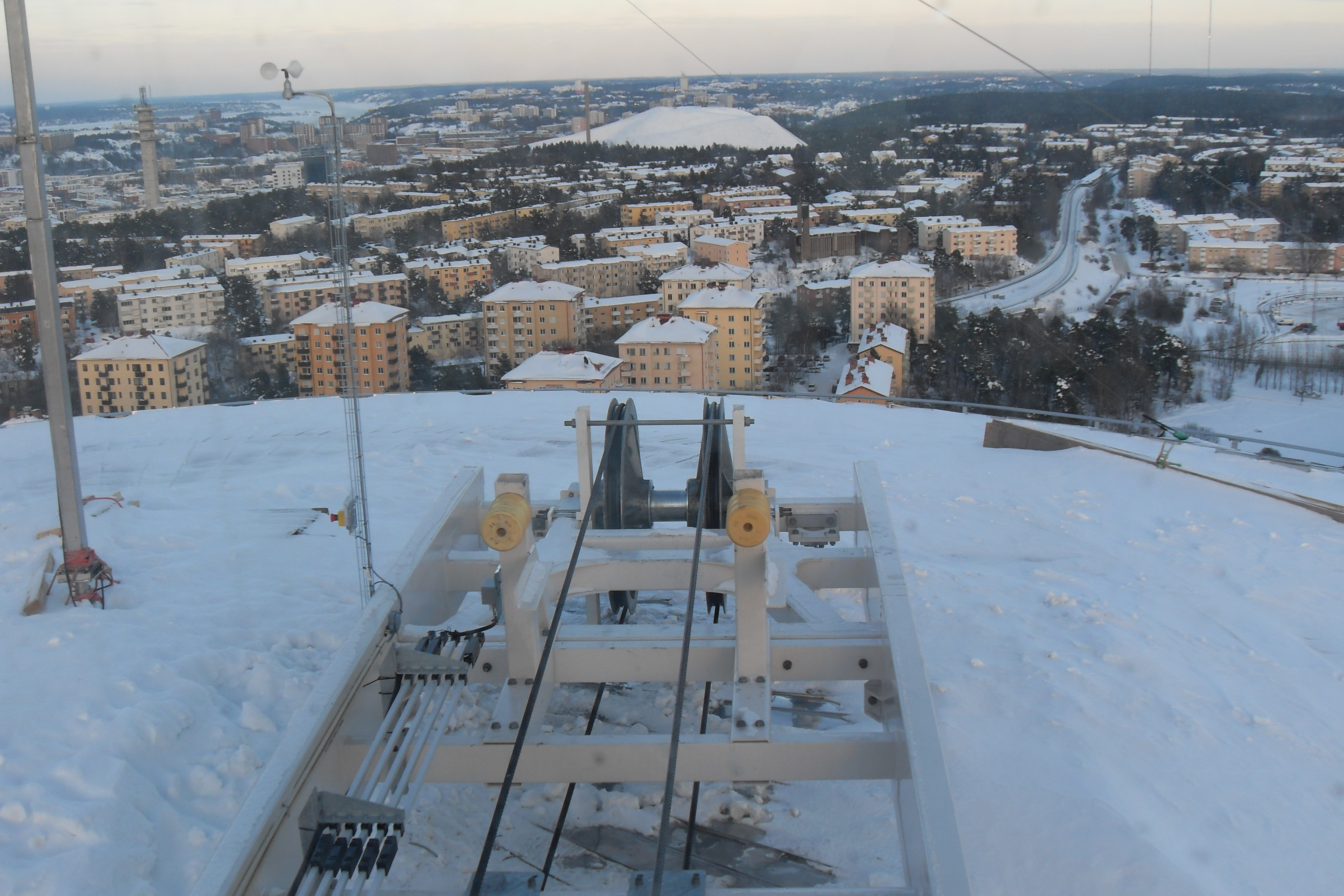
Slutdelen av gondolbanan.